# قشلاق قلعه نو املاک
قشلاق قلعه نو املاک یک منطقهٔ مسکونی در ایران است که در دهستان فرون‌آباد واقع شده‌است. قشلاق قلعه نو املاک ۴۰۷ نفر جمعیت دارد.